# 西野朗
西野朗（1955年4月7日—），已退役日本足球運動員，前日本國家足球隊成員，司職中場，前任日本國家足球隊主教練，日本足球協會技術委員會委員長，前任泰國國家足球隊主教練。

## 球員生涯
西野朗1955年4月7日出生于埼玉县，1978-78赛季，西野朗加盟日立制作所足球俱乐部，这支球队也是如今柏雷素尔的前身。在那里西野朗效力了13年，1990年西野朗退役。
在俱乐部效力的13个赛季里，西野朗一共为球队踢了143场比赛，并打进29粒进球。此外西野朗曾经也因为自己在俱乐部的出色表现入选过日本国家足球队，并代表日本队出战12场，打进1球。
西野朗在1985-86赛季入选过日职联赛最佳11人阵容。

## 執教生涯
退役之后，西野朗很快的拿到了教练资格证，并在日本U21国家队开始了自己的执教生涯，1991年开始，西野朗成为了日本U21的主教练。
随后在1994年-1996年期间，西野朗成为了日本U23国家队的主教练，并率领球队出征1996年奥运会，在那届奥运会上，西野朗率队击败巴西U23。在结束了日本各级别国家队的执教生涯之后，西野朗来到了自己的老东家柏雷素尔（1996年日立制作所更名为）。
1998-99赛季开始，西野朗在球队执教了三年，并且率队取得了67胜2平40负的战绩，胜率高达61.4%。
2002年，西野朗来到大阪飞脚，在这里西野朗也带领过球队赢得亚足联冠军联赛、天皇杯、日本职业足球联赛、日本联赛杯四项比赛的冠军，并成为了球队历史上首次获得四座不同冠军荣誉的主教练。2011年离开大阪飞脚之后，西野朗先后执教神户胜利船与名古屋鲸鱼，战绩一般。
2016年3月，西野朗就任日本足协技术委员会委员长一职，这也是他离开国奥队帅位之后首次回到足协任职。
2018年4月，西野朗也被日本足球协会正式任命为日本国家足球队的新一任主帅，他也将率领日本队出征2018年俄罗斯世界杯。
2018年7月5日，日本队世界杯之旅结束，举行的新闻发布会，日本足协主席田岛幸三宣布，西野朗将于7月底卸任日本国家队主教练职务。
2021年7月29日，泰国足球协会宣布，由于泰国队未能在6月份的2022年世界杯外围赛亚洲区40强赛中获得小组出线权，经过与主教练西野郎协商之后，泰国足协决定即日起终止与他的合同。

## 獎項

### 個人
- 日職年度最佳教練（英语：J. League Manager of the Year） - 2000年、2005年
- 亞足聯年度最佳教練 - 2008年

### 隊伍
- 亞足聯冠軍聯賽 - 2008年
- 泛太平洋錦標賽 - 2008年
- 日本職業足球聯賽  - 2005年
- 天皇杯 - 2008年、2009年（英语：2009 Emperor's Cup）
- 日本聯賽盃  - 1999年（日语：1999年のJリーグカップ）、2007年（英语：2007 J. League Cup）
- 日本超級盃 - 2007年

## 外部連結
- ナショナルコーチングスタッフ｜日本代表｜JFA ｜日本サッカー協会 （页面存档备份，存于）
- 西野朗在 National-Football-Teams.com 上的出场纪录 （英文）
- 西野朗 – FIFA國際賽競賽紀錄 (存檔) （英文）
- J联赛中的西野朗（日語）
- 日本代表選手出場試合記録 （页面存档备份，存于）